# Ghindărești, Constanța
Ghindărești (în rusă Новенькое, transliterat: Novenkoe) este satul de reședință al comunei cu același nume din județul Constanța, Dobrogea, România. La recensământul din 2002 avea o populație de 2172 locuitori. Localitatea are o populație în proporție de 95% ruși-lipoveni.

## Atestare
Prima atestare sigură privindu-i pe rușii-lipoveni din Ghindărești datează dintr-un document editat în Țara Românească și datat pe 15.X.1837 ,,...Lipovenii din Turchia, și anume cei din Ghindărești..."

## Populația
Dacă în primele recensăminte, din primele decenii ale secolului al XX-lea, populația se prezenta în jur de 1500-2000 locuitori, astăzi se cifrează până aproape de 3200 locuitori care aparțin de Eparhia Ortodoxă de Rit Vechi a Slavei (Православная Старообрядческая Славская Епархия) - centrul spiritual al unora dintre comunitatile de ruși-lipoveni din Dobrogea. Costumul tradițional se poartă și astăzi la biserică, iar sărbătorile se păstrează cu aceeași regularitate.
Din 1966, localitatea Ghindărești este centru de comună, având o școală cu clasele I-VIII, Școala gimnazială „S.A. Esenin”, dispensar, farmacie, aducțiune de apă, linie electrificată, două blocuri și două biserici ortodoxe de rit vechi, Biserica „Înălțarea Domnului” și Biserica „Botezul Domnului”.
Satul are 950 de gospodării, care dispun de rețea de alimentare cu apă în continuă modernizare (9 km), drumuri pietruite (9 km), de cămin cultural și teren de fotbal, de 12 societăți comerciale (magazine, restaurante) și 3 societăți agricole.
Agricultura și creșterea animalelor ocupă 30% din forța de muncă activă a localității, în vreme ce cu pescuitul se îndeletnicesc 10% din locuitori. Restul populației aptă de muncă lucrează în domeniul construcțiilor în țară și în străinătate (Italia, Israel, Spania, Germania, Portugalia,Belgia). Direcțiile principale de dezvoltare sunt agricultura, piscicultura și turismul.

## Imagini